# Noguera
La Noguera is een comarca van de Spaanse autonome regio Catalonië. Het is onderdeel van de provincie Lleida. In 2005 telde La Noguera 37.565 inwoners op een oppervlakte van 1784,06 km². De hoofdstad van de comarca is Balaguer.

## Geologie
De noordelijke begrenzing van La Noguera met de comarca Pallars Jussà wordt gevormd door de Serra del Montsec (of "Montsec"), een bergrug die ontstaan is bij overschuiving van Jurassische dolomieten en kalken en kalksteenpakketten uit het Krijt over Paleogene sedimentaire gesteenten.
Binnen de comarca La Noguera bevindt zich een meer zuidelijker gelegen overschuiving; de Serra del Montroig. Ten westen van het dorp Camarasa ligt de geologisch zeer complexe berg Sant Salvador.

## Geschiedenis
Tijdens de Middeleeuwen speelden de huidige comarca's aan weerszijden van de Montsec een belangrijke rol in de strijd van het katholieke Spanje tegen de moorse invallen vanuit het zuiden. De sporen van deze roerige tijden zijn nog terug te vinden in de vele kastelen die regelmatig in goede staat overgebleven zijn.

## Gemeenten
| Gemeente               | Inwoners | Gemeente            | Inwoners | Gemeente                    | Inwoners |
| ---------------------- | -------- | ------------------- | -------- | --------------------------- | -------- |
| Àger                   | 485      | Albesa              | 1561     | Algerri                     | 477      |
| Alòs de Balaguer       | 179      | Artesa de Segre     | 3696     | Les Avellanes i Santa Linya | 467      |
| Balaguer               | 15.281   | La Baronia de Rialb | 277      | Bellcaire d'Urgell          | 1274     |
| Bellmunt d'Urgell      | 228      | Cabanabona          | 122      | Camarasa                    | 926      |
| Castelló de Farfanya   | 583      | Cubells             | 395      | Foradada                    | 213      |
| Ivars de Noguera       | 353      | Menàrguens          | 845      | Montgai                     | 780      |
| Oliola                 | 254      | Os de Balaguer      | 885      | Penelles                    | 523      |
| Ponts                  | 2378     | Preixens            | 498      | La Sentiu de Sió            | 486      |
| Térmens                | 1503     | Tiurana             | 46       | Torrelameu                  | 590      |
| Vallfogona de Balaguer | 1577     | Vilanova de l'Aguda | 242      | Vilanova de Meià            | 436      |

Àger · Albesa · Algerri · Alòs de Balaguer · Artesa de Segre · les Avellanes i Santa Linya · Balaguer · la Baronia de Rialb · Bellcaire d'Urgell · Bellmunt d'Urgell · Cabanabona · Camarasa · Castelló de Farfanya · Cubells · Foradada · Ivars de Noguera · Menàrguens · Montgai · Oliola · Os de Balaguer · Penelles · Ponts · Preixens · la Sentiu de Sió · Térmens · Tiurana · Torrelameu · Vallfogona de Balaguer · Vilanova de Meià · Vilanova de l'Aguda